# Canton de Montpellier-10
Le canton de Montpellier 10 est une ancienne division administrative française située dans le département de l'Hérault, dans l'arrondissement de Montpellier, jusqu'au redécoupage des cantons en 2014.

## Composition
Il est composé des communes suivantes :
| Nom                     | Code Insee | Intercommunalité                   | Population (dernière pop. légale)                |
| ----------------------- | ---------- | ---------------------------------- | ------------------------------------------------ |
| Montpellier (chef-lieu) | 34172      | Montpellier Méditerranée Métropole | Fraction : 36 937(2012) Commune : 275 318 (2014) |
| Grabels                 | 34116      | Montpellier Méditerranée Métropole | 7 597 (2014)                                     |
| Juvignac                | 34123      | Montpellier Méditerranée Métropole | 8 755 (2014)                                     |

Il inclut les quartiers de Montpellier suivants (36 967 habitants, 8.67 km2) :
- Première fraction (ouest) :
  - Celleneuve
  - La Martelle
  - Bionne
- Deuxième fraction (centre-nord) :
  - Le Peyrou-Pitot
  - Carré du Roi-Faubourg Saint-Jaumes
  - Les Arceaux
  - Avenue d'Assas
  - Père Soulas
  - Las Rebès
  - Hôpitaux
  - Euromédecine-Zolad
  - Château d'O
  - Saint-Priest
  - Malbosc

## Administration
| Période | Période | Identité         | Étiquette | Qualité |
| ------- | ------- | ---------------- | --------- | --- |
| 1985    | 1998    | Danièle Santonja | UDF       | Maire de Juvignac (1983-2014) |
| 1998    | 2015    | Monique Pétard   | PS        | Conseillère municipale de Montpellier (1995-2001) Conseillère municipale de Juvignac (2001-2008) Députée suppléante Vice-Présidente du Conseil Général |

Canton créé en 1985 à partir de l'ancien canton de Montpellier 9

## 2 photos du canton
|  |  |

## Démographie
| 1990   | 1999   | 2006   | 2011   | 2012   |
| ------ | ------ | ------ | ------ | ------ |
| 33 957 | 37 850 | 45 042 | 51 178 | 51 500 |